# Ахметжан (село)
Ахметжан (каз. Ахметжан) — упразднённое село в районе Магжана Жумабаева Северо-Казахстанской области Казахстана. Входило в состав Лебяжинского сельского округа. Упразднено в 1998 году.

## Население
В 1989 году население села составляло 14 человек. Национальный состав: русские — 28 %, немцы — 64 %.